# Tiszatarján
Tiszatarján ist eine ungarische Gemeinde im Kreis Mezőcsát im Komitat Borsod-Abaúj-Zemplén.

## Geografische Lage
Tiszatarján liegt in Nordungarn, 34 Kilometer südöstlich des Komitatssitzes Miskolc und 7,5 Kilometer östlich der Kreisstadt Mezőcsát am rechten Ufer des Flusses Theiß. Nachbargemeinden sind Hejőkürt im Norden, Folyás im Osten und  Tiszakeszi im Süden. Im Osten grenzt das Gemeindegebiet an das Komitat Hajdú-Bihar. 4 Kilometer östlich des Ortes mündet der Fluss Hejő in die Theiß.

## Geschichte
Im Jahr 1913 gab es in der damaligen Kleingemeinde 368 Häuser und 1546 Einwohner auf einer Fläche von 7029 Katastraljochen. Sie gehörte zu dieser Zeit zum Bezirk Mezőcsát im Komitat Borsod.

## Sehenswürdigkeiten
- József-Eötvös-Reliefdenkmal, erschaffen 1993 von Erzsébet Takács
- Reformierte Kirche, erbaut 1779–1780 im spätbarocken Stil
- Römisch-katholische Kirche Iskolakápolna
- Wandgemälde Tarján Kincse, erschaffen von Mónika Ábrahám
- Weltkriegsdenkmal

## Verkehr
Tiszatarján ist über die Nebenstraße Nr. 33107 zu erreichen, die von der Landstraße Nr. 3313 in östliche Richtung abzweigt. Es bestehen Busverbindungen nach Mezőcsát und über Hejőkürt nach Tiszaújváros, wo sich der nächstgelegene Bahnhof befindet. 